# Johan van Benthem

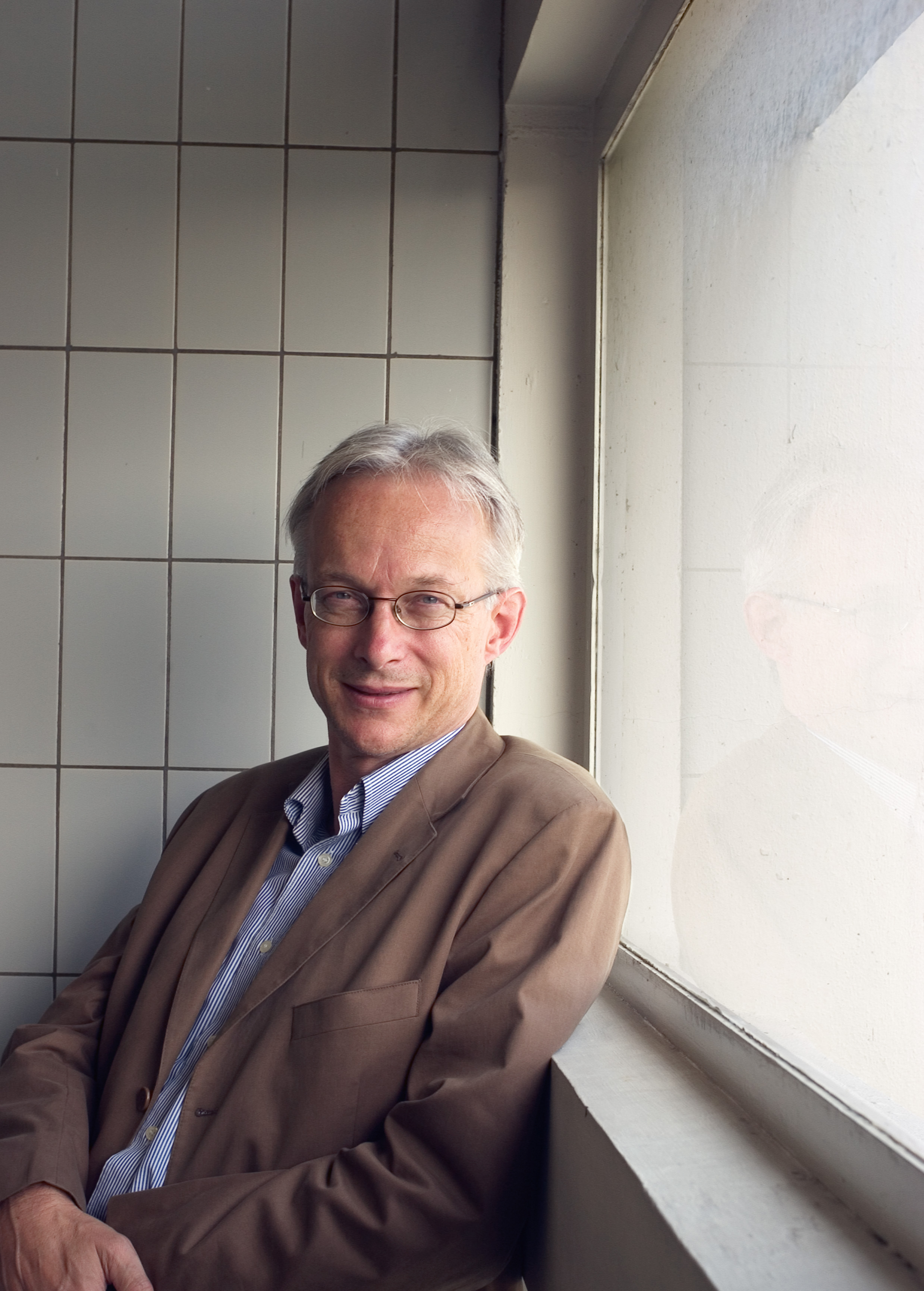
Johan van Benthem

Johan van Benthem, eigentlich Johannes Franciscus Abraham Karel van Benthem (* 12. Juni 1949 in Rijswijk), ist ein niederländischer mathematischer und philosophischer Logiker.

## Leben und Wirken
Van Benthem studierte zunächst Physik (Bachelor-Abschluss 1969) und dann Mathematik (Master-Abschluss 1973) und Philosophie (Master-Abschluss 1972) an der Universität Amsterdam, wo er 1977 bei Martin Löb promoviert wurde (Modal correspondence theory). Von 1973 bis 1977 war er an der Fakultät für Philosophie der Universität Amsterdam, danach an der Universität Groningen und ab 1986 wieder an der Universität Amsterdam in der Fakultät für Mathematik und Informatik. Seit 2003 ist er in Amsterdam Professor für Reine und Angewandte Logik und außerdem seit 2005 Professor für Philosophie an der Stanford University, wo er seit 1988 forscht und seit 1991 eine Gastprofessur hatte (Bonsall Chair). 2008/2009 war er Weilun-Professor an der Tsinghua-Universität in Peking und er war Gastprofessor an der Sun Yat-tsen University in Guangzhou.
Van Benthem tritt für ein breites Verständnis und Anwendung der Logik in vielen  Wissenschaftsbereichen wie Philosophie, Informatik und Linguistik ein. Er befasste sich zunächst seit seiner Dissertation mit Modaler Logik, mit der er sich auch ab den 1990er Jahren beschäftigte. Hier bewies er einen nach ihm benannten Satz, dass die modale Logik der Teil der Prädikatenlogik ist, der unter Bisimulation geschlossen ist. Ab 1980 wandte er sich der Wissenschaftsphilosophie zu und Anwendungen der Logik auf Raum, Zeit und Topologie und Ende der 1980er Jahre mit der logischen Struktur natürlicher Sprachen (generalized quantifier theory, substructural proof theory, categorical grammar). In den 1990er Jahren befasste er sich mit dynamischer Logik in Information und Berechnung und Anwendungen der Logik auf Spiele (und umgekehrt).
Er war auch Teil einer Gruppe niederländischer Logiker, die als L. T. F. Gamut publizierte (mit Jeroen Groenendijk, Dick de Jong, Martin Stokhof, Henk Verkuyl), wobei Gamut für die Universitäten Groningen, Amsterdam und Utrecht steht.
Er wurde für die Tarski Lectures für 2012 ausgewählt. 1996 erhielt er die höchste niederländische Wissenschaftsauszeichnung, den Spinoza-Preis, und führte mit den Preisgeldern ein Forschungsprogramm Logic in Action durch. 1998 wurde er Ehrendoktor der Universität Lüttich.
Van Benthem ist Herausgeber der Zeitschrift Synthese.
Er ist Mitglied der Königlich Niederländischen Akademie der Wissenschaften (1992), der Academia Europaea (1991) und der American Academy of Arts and Sciences (2015).

## Schriften
- The Logic of Time, Reidel 1983, 1991
- Temporal Logic in D. Gabbay u. a. Handbook of Logic in artificial intelligence and logic programming, Oxford University Press 1995, S. 241–350
- Modal Logic and Classical Logic, Bibliopolis, Neapel, 1985
- Correspondence Theory in Handbook of Philosophical Logic, Kluwer-Springer 1984, 2001
- Essays in Logical Semantics, Reidel, Studies in Linguistics and Philosophy 29, 1986
- Manual of Intensional Logic, CSLI Publications, Stanford & University of Chicago Press 1988
- Language in Action: Categories, Lambdas and Dynamic Logic, North Holland, Studies in Logic, Band 130, 1991, MIT Press 1995
- Exploring Logical Dynamics, 1996
- Logic in Games, ILLC, Amsterdam, 2001 (Neuauflage soll bei Springer erscheinen)
- mit Jens Erik Fenstad, P.-K. Halvorsen, T. Langholm Situations, Language and Logic, Reidel 1987
- (als L. T. F. Gamut) Logic, Language and Meaning, 2 Bände, Spectrum, Utrecht 1982 (Logica, taal en betekenis), University of Chicago Press 1991
- mit Hans van Ditmarsch, J. Ketting, W. Meyer Viol Logica voor Informatica, Addison-Wesley, Amsterdam, 1991, erweiterte Ausgabe mit H. van Ditmarsch, Josje Lodder 2003
- mit Robbert Dijkgraaf Hoe Wiskunde werkt, 2005
- Modal logic for open minds, CSLI Publications, Stanford 2010
- A door to logic. Selected papers, 4 Bände, Peking, Science Press 2010 (chinesisch)
- Herausgeber mit Alice ter Meulen Handbook of Logic and Language, MIT Press 1997
- Herausgeber mit Patrick Blackburn, Frank Wolter Handbook of Modal Logic, Elsevier 2006
- Herausgeber mit Marco Aiello, Ian Pratt-Hartmann Handbook of Spatial Logic, Springer 2007
- Herausgeber mit Pieter Adriaans Handbook of Philosophy of Information, Elsevier 2008